# Popov Dol
Popov Dol je bivše naselje u Zagrebačkoj županiji. Nalazilo se na mjestu današnjeg naselja Novo Selo Okićko.
Uništeno je u proljeće 1911. godine zbog naglog topljenja snijega, velikih kiša, odrona i otvaranja pukotina u zemlji.
Ta prirodna katastrofa dogodila se u vrijeme dvaju velikih kršćanskih blagdana – Uskrsa i Tijelova što je kod lokalnog stanovništva uzrokovalo vjerovanja u svojevrsnu Božju kaznu za stanovnike tog naselja.
Naselje je prije stradavanja brojilo oko 180 stanovnika koji su živjeli u 25 domaćinstava. 